# 陈杰 (1961年)
陈杰（1961年10月—2016年8月5日），山东滕州人，中国人民解放军少将。

## 生平
陈杰曾任中国人民解放军总后勤部政委周克玉上将的秘书，中國人民解放軍駐香港部隊深圳基地政治部主任，在香港回歸时担任添马舰中英防务交接和解放军升旗仪式的总指挥，还历任陆军第四十一集团军副政委，陆军第四十二集团军副政委，曾参与2008年广西山区抗冰冻雨雪救灾行动，2010年7月晋升少将军衔。2012年7月起任陆军第四十二集团军政委。2013年当选为第十二届全国人民代表大会代表。公开报道称，陈杰是中国人民解放军总后勤部原政委张文台上将的女婿。
香港《明報》报道称，陈杰于2016年8月5日服安眠药自杀，导致其平调南部战区陆军副政委的命令不得不取消。《南華早報》则称，陈杰之死正值中共十八大以来的军队中的反腐败运动达到了第二轮，但是并无证据表明陈杰之死与贪腐有关。而就在陈杰死亡前不久的2016年7月27日，广东省惠州市惠城区政府官网还曾发布关于该区“四套领导班子”（党委、人大、政府、政协）前往四十二集团军军部开展“八一”慰问，并得到军长朱晓辉少将、政委陈杰少将等部队首长接待的消息。
关于陈杰的死讯，中华人民共和国官方一直未予回应，直到2016年12月25日，全国人民代表大会常务委员会才发布消息称，由解放军选出的十二届全国人大代表陈杰于2016年8月5日“因故死亡”，代表资格自然终止，但并未说明死因，未使用“逝世”字眼，未表示哀悼，也没有说明其生前是否因贪腐问题被调查。《关于个别代表的代表资格的报告》显示，陈杰曾担任的职务为“南部战区陆军原副政治委员”，但他生前未以此身份公开出现过。同时公布的第十二届全国人大代表、九三学社邢台市委主委、邢台市副市长史书娥则明确说明为“因病逝世”，并“表示哀悼”。中国大陆官方媒体也认为这一表述“反常”。